# Двигатель Toyota M
Двигатели Toyota серии M — бензиновые рядные 6-цилиндровые двигатели производства Toyota, выпускавшиеся с 1965 по 1993 годы. Все двигатели получили конструкцию с распредвалом в головке цилиндров. Двигатели с одним распредвалом имели цепной привод, а с двумя распредвалами, появившимися после 1980 года, ременной привод. Также все двигатели серии используют чугунный блок с алюминиевой головкой блока и были построены на заводе в городе Тоёта в Японии.
Первый двигатель серии, Toyota M-E, доступный только для японского рынка, был оснащён системой впрыска топлива (как и четырёхцилиндровый 18R-E). 4M-E стал первым экспортным двигателем Toyota, оснащаемым системой впрыска топлива. Серия двигателей M была самой престижной среди двигателей компании Toyota (за исключением необычной V серии двигателей V8) в течение 30 лет. Они обычно устанавливались на больших автомобилях Toyota Crown, Mark II, и Supra.

## M
Первым двигателем M была 2,0-литровая (1988 см3) версия, выпускавшаяся с 1965 по 1988 годы. Это был SOHC двигатель с двумя клапанами на цилиндр. Диаметр цилиндра и ход поршня составляли по 75 мм. Мощность двигателя 110—115 л. с. (81—85 кВт) при 5200—5600 об/мин, в зависимости от комплектации и года выпуска. Крутящий момент составил 157 Нм при 3800 об/мин.
Версия двигателя, работавшая на газу, M-LPG, выпускалась с 1966 по 1988 годы. Двигатель «M-C», разработанный для коммерческого транспорта, такого как Crown Van, выдавал мощность 105 л. с. (77 кВт).
Конструкция с двумя карбюраторами SU позволила увеличить мощность для двигателей M-B и M-D до 125 л. с. (92 кВт) при 5800 об/мин.
Двигатели, направленные на снижение выбросов, M-U, M-U LPG и M-EU, сменили двигатели M, M-LPG и M-E на японском рынке в середине 1976 года. Система снижения выбросов называлась TTC (Toyota Total Clean), с буквой «-C» в обозначении, указывающей на установленный каталитический нейтрализатор.
Двигатель устанавливался на автомобили (календарные годы):
- Toyota Crown MS40 (1962—1967, второе поколение)
- Toyota Crown MS50 (1967—1971, третье поколение)
- Toyota Crown MS60/62/70 (1971—1974, четвёртое поколение)
- Toyota Crown MS80/82/87/90/100/102/107 (1974—1979, пятое поколение)
- Toyota Corona Mark II X10/20/30/40 (1972—1979)

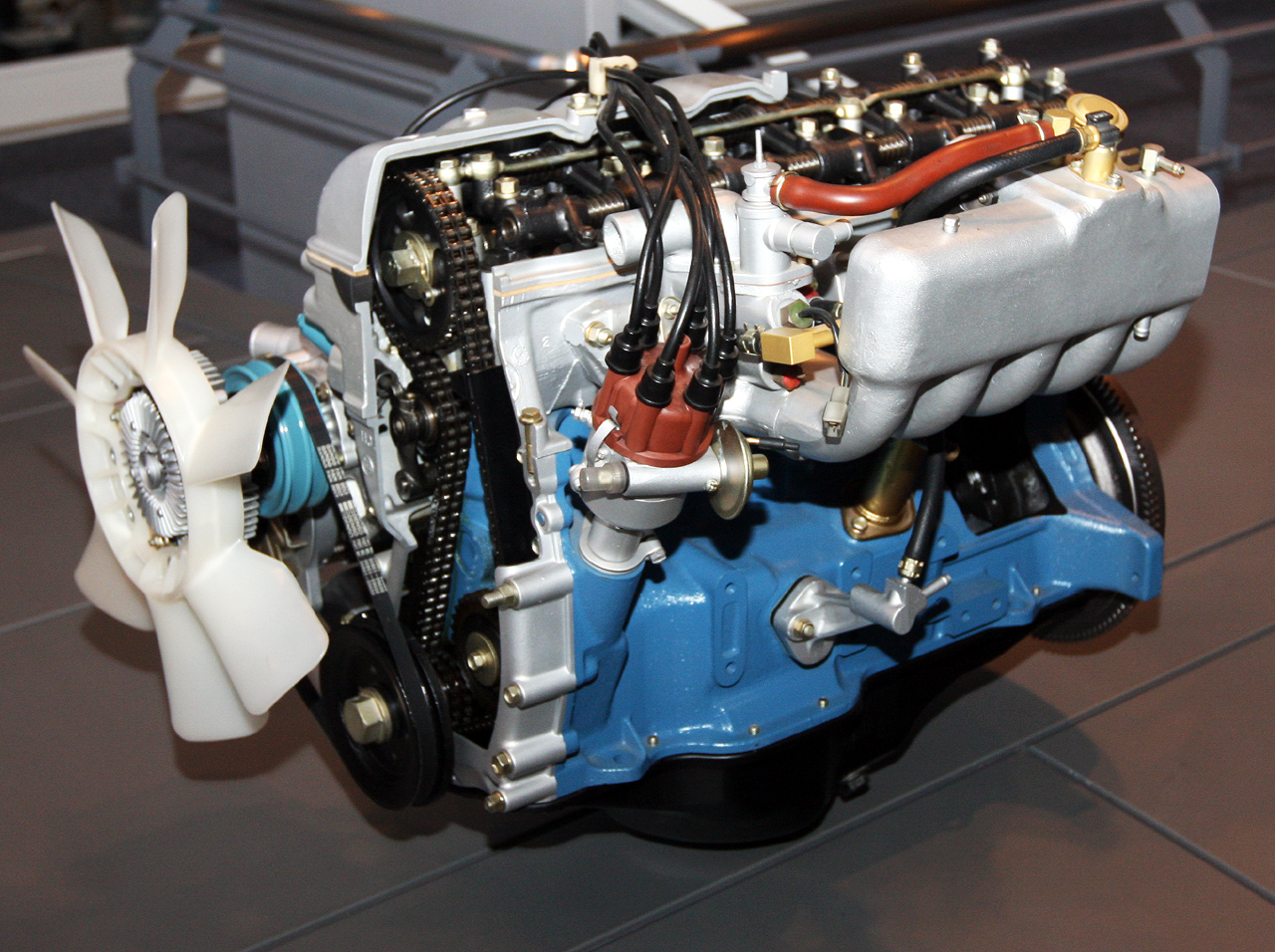
Двигатель Toyota M-E, 1973

## M-E
Двигатель M-E появился на седане и хардтопе Toyota Mark II 1972—1976 годов, продававшихся в Японии. Он не продавался вне Японии.
M-E был переименован в M-EU для японского рынка в декабре 1976 года, в связи с установкой системы TTC-C с катализатором для соответствия законам, направленных на снижение выбросов.
Двигатель M-E устанавливался на L и LG седаны и хардтопы Toyota Mark II с 1972 по 1980 календарные годы.

## M-TEU
Турбированный двигатель M-TEU, появившийся в 1980 году, выдавал мощность 145 л. с. (108 кВт) при 5600 об/мин и крутящий момент 211 Н⋅м при 3000 об/мин. Он использовал турбину Garret T-03.
В 1983 году Toyota добавила в систему промежуточный охладитель воздух-вода для двигателя M-TEU. Мощность увеличилась до 160 л. с. (119 кВт) при 5600 об/мин и крутящий момент до 230 Нм при 3000 об/мин.
Двигатель M-TEU устанавливался на (календарные годы):
- Toyota Supra MA46 (1980)
- Toyota Soarer MZ10 (1980)
- Toyota Crown (1980)
- Toyota Mark II (1980)
- Toyota Celica Supra MKII (1982—1986, Австралия/Азия)

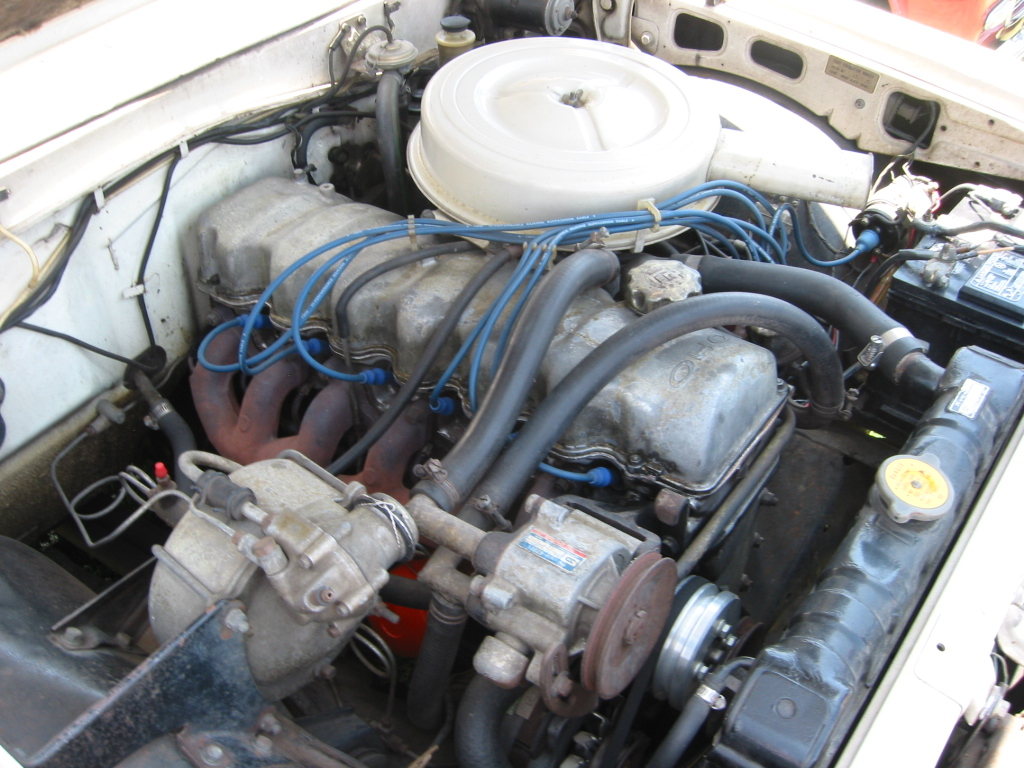
Двигатель 2M установленный на Toyota Crown

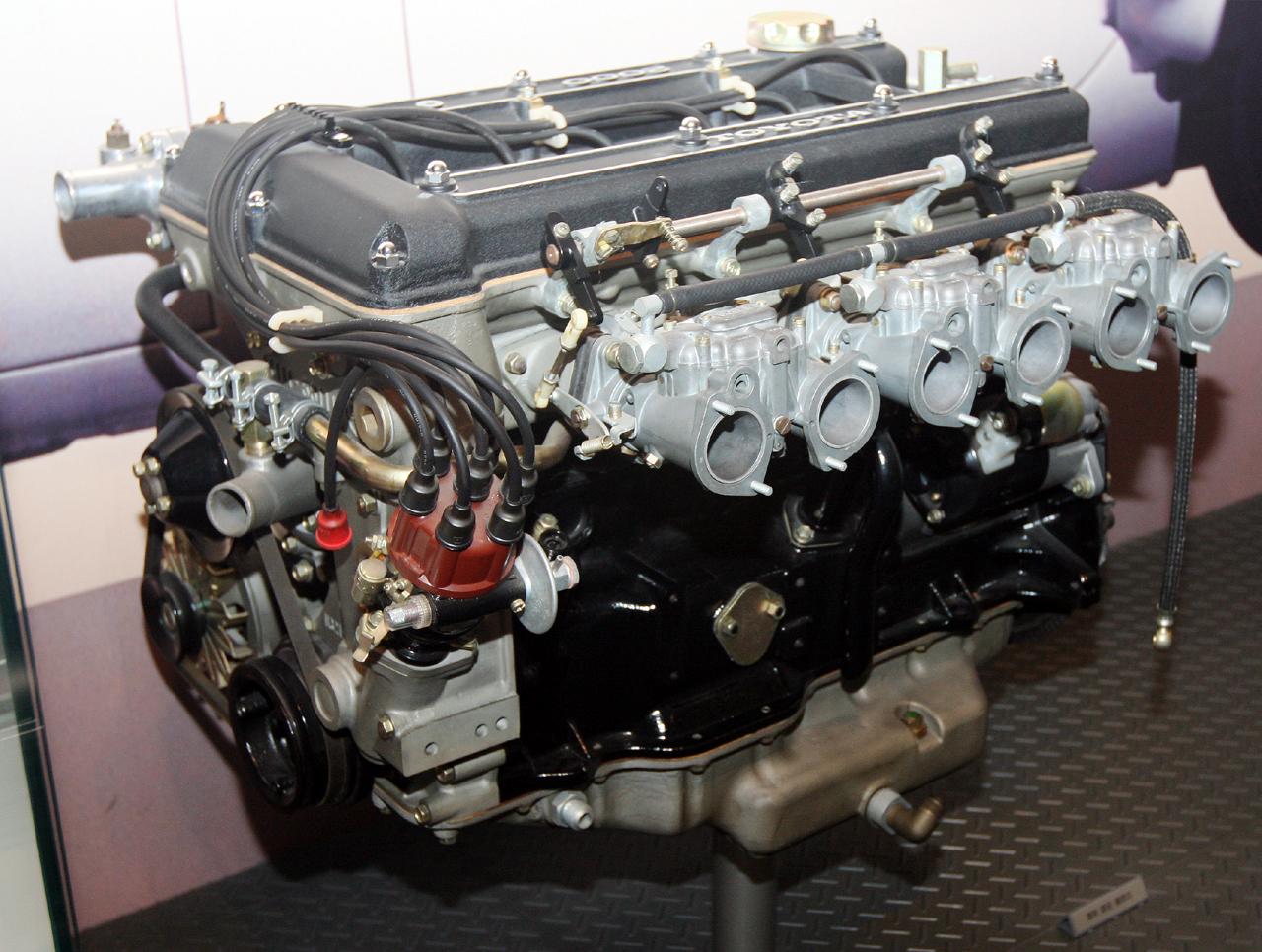
Двигатель Toyota 3M, 1967

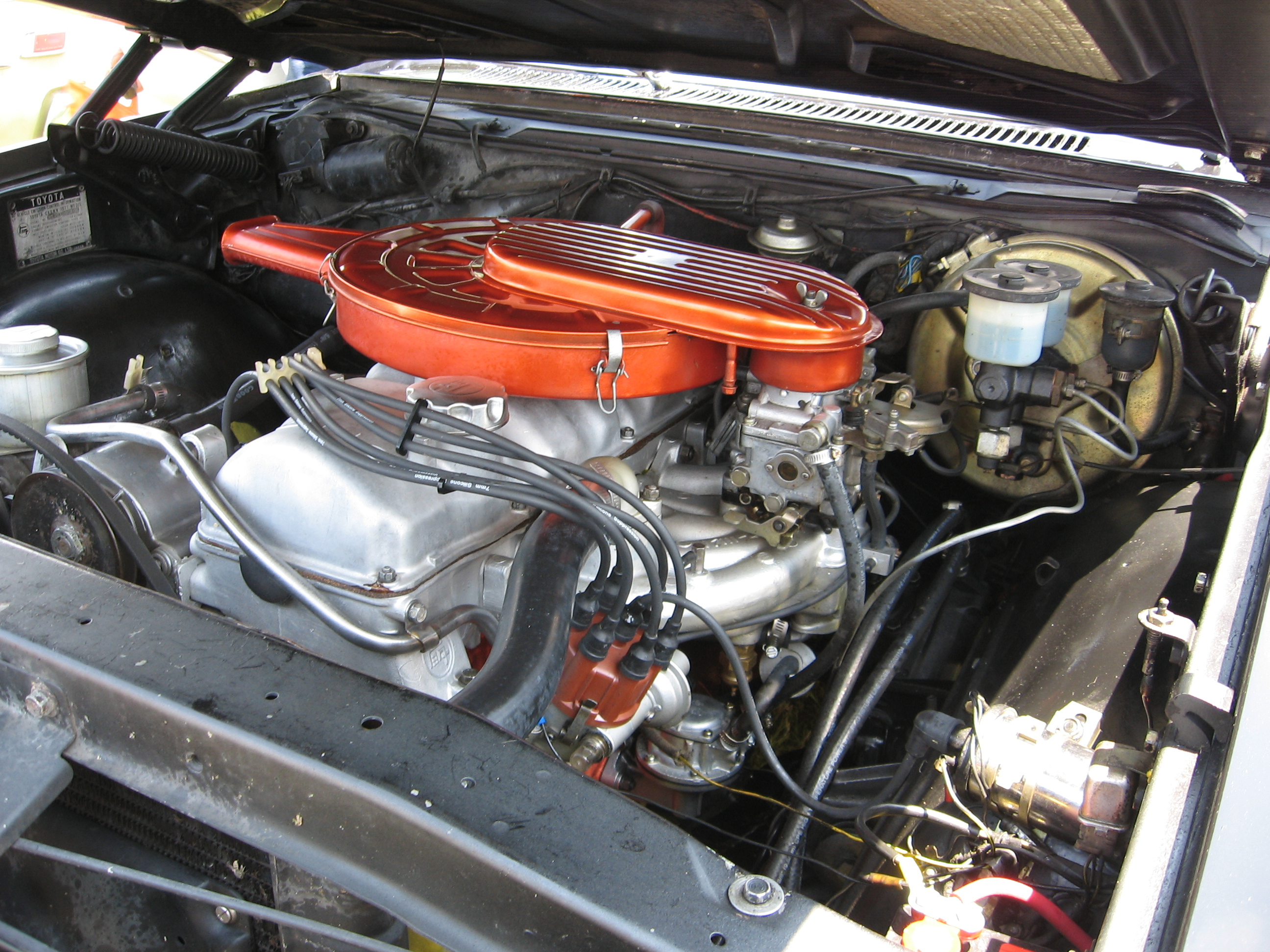
Двигатель Toyota 4M

## 2M
Двигатель 2M с двумя клапанами на цилиндр и одним распредвалом имеет объём 2,3 литра (2253 см3). Этот двигатель разрабатывался с сентября 1967 года по сентябрь 1974 года. Мощность двигателя 109—115 л. с. (81—86 кВт) при 5200 об/мин, а крутящий момент — 159—172 Н⋅м при 3600 об/мин.
Двигатель 2M устанавливался на (календарные годы):
- Crown MS45 (март 1967 — сентябрь 1967)
- Crown MS51S/52/53/55/57 (1967—1971)
- Crown MS64/67 (1971—1974)[4]
- Corona Mark II MX12/22/28 (1972—1974)
- 2000GT MF12[6][7]

## 3M
Другой 2-литровый (1988 см3) рядный шестицилиндровый двигатель, с двумя клапанами на цилиндр и двумя распредвалами, 3M, выпускался с 1966 по 1971 годы. Двигатель получил общий блок M, алюминиевый картер и специально разработанную Yamaha алюминиевую головку. Этот двигатель устанавливался на разработанный совместно Yamaha и Toyota автомобиль 2000GT, охарактеризованный журналом Import Tuner как «первый истинный оригинальный японской суперкар». Мощность двигателя составила 150 л. с. (112 кВт) при 6600 об/мин, а крутящий момент — 177 Н⋅м при 5000 об/мин.

## 4M
Двигатель 4M объёмом 2,6 литра (2563 см3) получил по два клапана на цилиндр и один распредвал. Он выпускался с 1972 по 1980 годы, мощность двигателя составляла 108—122 л. с. (81—91 кВт) при 5600 об/мин, а крутящий момент — 181—191 Н⋅м при 3600 об/мин.
Инжекторный вариант, 4M-E, выпускался с 1978 по 1980 годы. Он также имел по два клапана на цилиндр и один распредвал. Его мощность составляла 110 л. с. (82 кВт) при 4800 об/мин, а крутящий момент — 184 Н⋅м при 2400 об/мин.
Двигатель 4M устанавливался на (календарные годы):
- Toyota Supra (1978—1980)
- Corona Mark II/Cressida/Chaser (1974—1980)
- Toyota Crown (1971—1979)

## 5M
Двигатель 5M объёмом 2,8 литра (2759 см3) выпускался с 1979 по 1988 годы. Хотя существовали карбюраторная версия и версия с двумя клапанами на цилиндр и одним распредвалом, наиболее распространённым стал инжекторный двигатель 5M-GE с двумя распредвалами.
Мощность SOHC-двигателя составляла 116 л. с. (87 кВт) при 4800 об/мин, а крутящий момент — 196 Н⋅м при 3600 об/мин. В Австралии двигатель 5M-E (на 1985 год) имел мощность 103 кВт при 4800 об/мин и крутящий момент 226 Н⋅м при 3600 об/мин за счёт использования этилированного бензина. В Европе 5M-E выдавал 145 л. с. (107 кВт) на автомобилях Crown MS112 и Celica Supra MA61.
Двигатель 5M устанавливался на (календарные годы):
- Toyota Crown MS110
- Toyota Crown MS112, MS123 (1980—1987)
- Toyota Supra MA47, MA56, MA61 (1980—1986)
- Toyota Cressida MX62, MX63, MX72, MX73 (1980—1987)[10]

## 5M-GE
12-клапанный (по два клапана на цилиндр) с двумя распредвалами, двигатель 5M-GE устанавливался на Супры и Крессиды 1980-х годов. Этот двигатель довольно сильно отличался от существующих тогда двигателей серии M, обладая электронной системой впрыска топлива от Bosch, клапанами, расположенными под широким углом, а также с ременным приводом двух распредвалов. Двигатель получил гидравлические толкатели клапанов, впервые для Toyota. Использование компенсаторов устраняет необходимость в настройке зазора клапана на любом двигателе с двумя распредвалами. Эта версия двигателей серии M дебютировала в США в 1982 году на автомобилях Toyota Celica Supra MK2. Новая система управления двигателем на более поздних автомобилях была названа TCCS (от англ. Toyota Computer Control System — компьютерная система управления Toyota). При использовании этой системы и измененного выпускного коллектора, по состоянию на август 1983 года, максимальная мощность двигателя была увеличена на 5 л. с.
Мощность двигателя находилась в диапазоне от 145 до 175 л. с. (108 и 130 кВт соответственно), в зависимости от системы выпуска отработавших газов, контроля выбросов, коэффициента сжатия, формы впускного коллектора и настройки ECU. Крутящий момент от 190 до 230 Нм. Объём заводских двигателей, выпускаемых с 1982 по 1988 годы, составлял 2,8 литра (2759 см3). Диаметр цилиндра 83 мм, а ход поршня 85 мм. Степень сжатия варьируется от 8,1:1 до 9,2:1.
На вторичном рынке существовали коленчатые валы и поршни, предлагаемые для двигателей 5M-GE, которые были рассчитаны для расточенных блоков до 2,9 л (мощность 230 л. с./171 кВт) и 3,1 л (мощность 250 л. с./186 кВт). С такими комплектами, как Kuwahara 3100, эти двигатели часто весьма успешно выступали на гонках среди моторных катеров в середине 1980-х годов.
Двигатель 5M-GE устанавливался на (календарные годы):
- Toyota Celica XX/Supra MA61 (июль 1981—1986)[12]
- Toyota Cressida MX62, MX63, MX72, MX73 (1982—1988)
- Toyota Crown MS120 (август 1981 — август 1984)[12]
- Toyota Soarer MZ11 (февраль 1981-?)[12]

## 6M-GE
Toyota увеличила ход поршня двигателя 5M-GE до 91 мм, чтобы создать 3,0-литровый (2954 см3) двигатель 6M-GE. Выпускалась только 12-клапанная (по два клапана на цилиндр), с двумя распредвалами, инжекторная версия, доступная как 6M-GE и в Японии как 6M-GEU, существовавшая с 1984 по 1987 годы. На двигателях 6M использовался тот же коленчатый вал, что и на двигателях 7M-GE и 7M-GTE выпускавшихся с 1986 по 1989 годы. Об этом свидетельствует выштамповки «6M» на противовесах более ранних двигателях 7M, 1986—1988 годов.
Мощность двигателя составляла 170—190 л. с. (127—142 кВт) при 5600 об/мин, а крутящий момент — 230—260 Н⋅м при 4400 об/мин. 6M-GEU, как правило, обладал меньшей мощностью от других двигателей 6M, из-за систем выхлопа и контроля выбросов. Несмотря на то, на рынке США не продавались автомобили с этими двигателями, таковые импортировались туда из других стран.

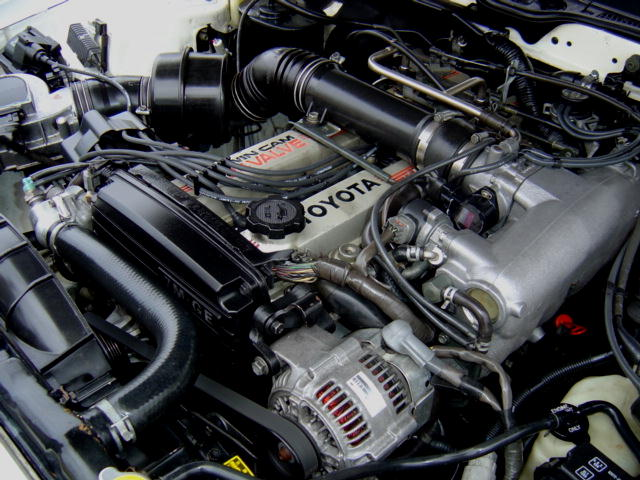
Двигатель Toyota 7M-GE установленный на Toyota Cressida (MX83)

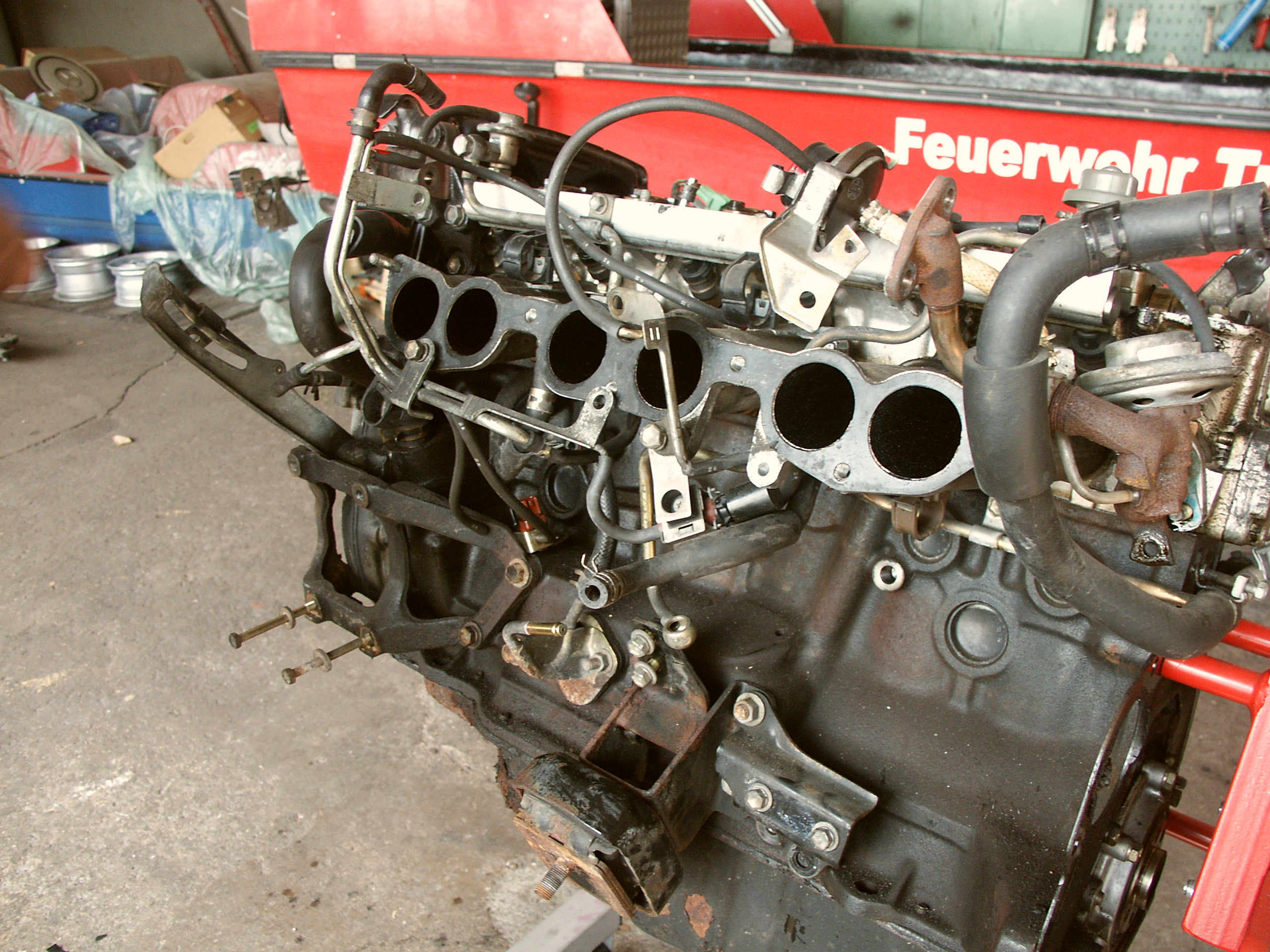
Двигатель Toyota 7M-GTE, вид сбоку

Двигатель 6M-GE устанавливался на автомобили Toyota Crown и Toyota Soarer (MZ12).

## 7M-GE
Двигатель Toyota 7M-GE появился в начале 1986 года. Это 3,0-литровый (2954 см3) 24-клапанный (4 клапана на цилиндр) с двумя распредвалами, инжекторный двигатель. Клапаны расположены под углом 50°. Диаметр цилиндра составляет 83 мм, а ход поршня — 91 мм.
Мощность двигателей 7M-GE, выпускаемых с 1986 по 1992 годы, составляла 190—204 л. с. (142—152 кВт) при 6000 об/мин, а крутящий момент — 250—265 Н⋅м при 4800 об/мин. Двигатель массой 199 кг имел степень сжатия 9,1:1.
Двигатель 7M-GE устанавливался на (календарные годы):
- Toyota Supra MkIII (MA70, 1986—1992)
- Toyota Cressida Mark II (MX83, 1989—1992)
- Toyota Chaser
- Toyota Crown

## 7M-GTE
Турбодвигатель 7M-GTE выпускался с 1986 по 1992 годы. Его мощность составила 232 л. с. (173 кВт) при 5600 об/мин, а крутящий момент — 325 Н⋅м при 4000 об/мин для большинства версий с давлением наддува 0,34 бар. Это был максимально мощный двигатель Toyota, пока на смену ему не пришёл 1JZ-GTE.
Специальная версия 7M-GTEU, с модифицированным высокопроизводительным турбокомпрессором CT26 и промежуточным охладителем увеличенного объёма, имела мощность 267 л. с. (199 кВт) при 5600 об/мин и крутящий момент 358 Н⋅м при 4400 об/мин. Эти двигатели использовались только в гоночной омологации гоночных автомобилей Toyota Supra Turbo A. Это был самый быстрый японский автомобиль на то время. Супра в группе A с двигателем 7M-GTE и турбиной CT26 имела мощность 580 л. с. (433 кВт).
Объём двигателя составлял 3,0 литра (2954 см3), диаметр цилиндра — 83 мм, ход поршня — 91 мм. Двигатель массой 210 кг имел степень сжатия 8,4:1.
Двигатель 7M-GTE устанавливался на Toyota Supra (MA70, 1986—1992) и Toyota Soarer (MZ20/MZ21, 1986—1991).